# Back of My Hand
"Back of My Hand" er en blues-sang, der blev udgivet af bandet The Rolling Stones på deres 2005-album A Bigger Bang.
Den blev skrevet af Mick Jagger og Keith Richards, men det var Jagger, der kom op med ideen til sangen i første omgang.
Richards fortalte om det i august 2005:” Jeg sover nedenunder, og studiet er ovenpå. En nat troede jeg, jeg hørte dette gamle Muddy Waters-nummer jeg ikke kendte, men det viste sig at være Mick, der arbejdede på en slide-del til ”Back of My Hand”. Han har altid været en god, jævn akustisk guitarist, men den elektriske virkede som et utæmmet bæst for ham indtil dette år. Jeg tænkte: Min gud! Drengen fik det endeligt .” 
I modsætning til de andre sange på albummet er det kun de oprindelige nuværende Stones, der indspillede nummeret. Jagger både sang, spillede mundharmonika og guitar på sangen. Richards spillede den elektriske guitar, mens Watts spillede trommerne . 